# 墨西哥足球协会
墨西哥足球协会（西班牙語：Federación Mexicana de Fútbol Asociación，FMF）是墨西哥足球运动管理机构，负责管理墨西哥国家足球队、墨西哥联赛及附属业余部门以及宣传、组织、指导、传播监管墨西哥竞技足球运动。
墨西哥足协总部位于墨西哥城，下设三个管理中心：中央办公厅、高水平赛事中心（Centro de Alto Rendimiento, CAR）和训练中心（Centro de Capacitación, CECAP）。墨西哥足协设立于1927年8月23日，第一任主席为乌贝托·加扎·拉莫斯（Humberto Garza Ramos），现任主席胡斯蒂诺·科姆佩安于2006年上任。墨西哥足球协会隶属中北美洲及加勒比海足球協會（CONCACAF），亦是FIFA成员。

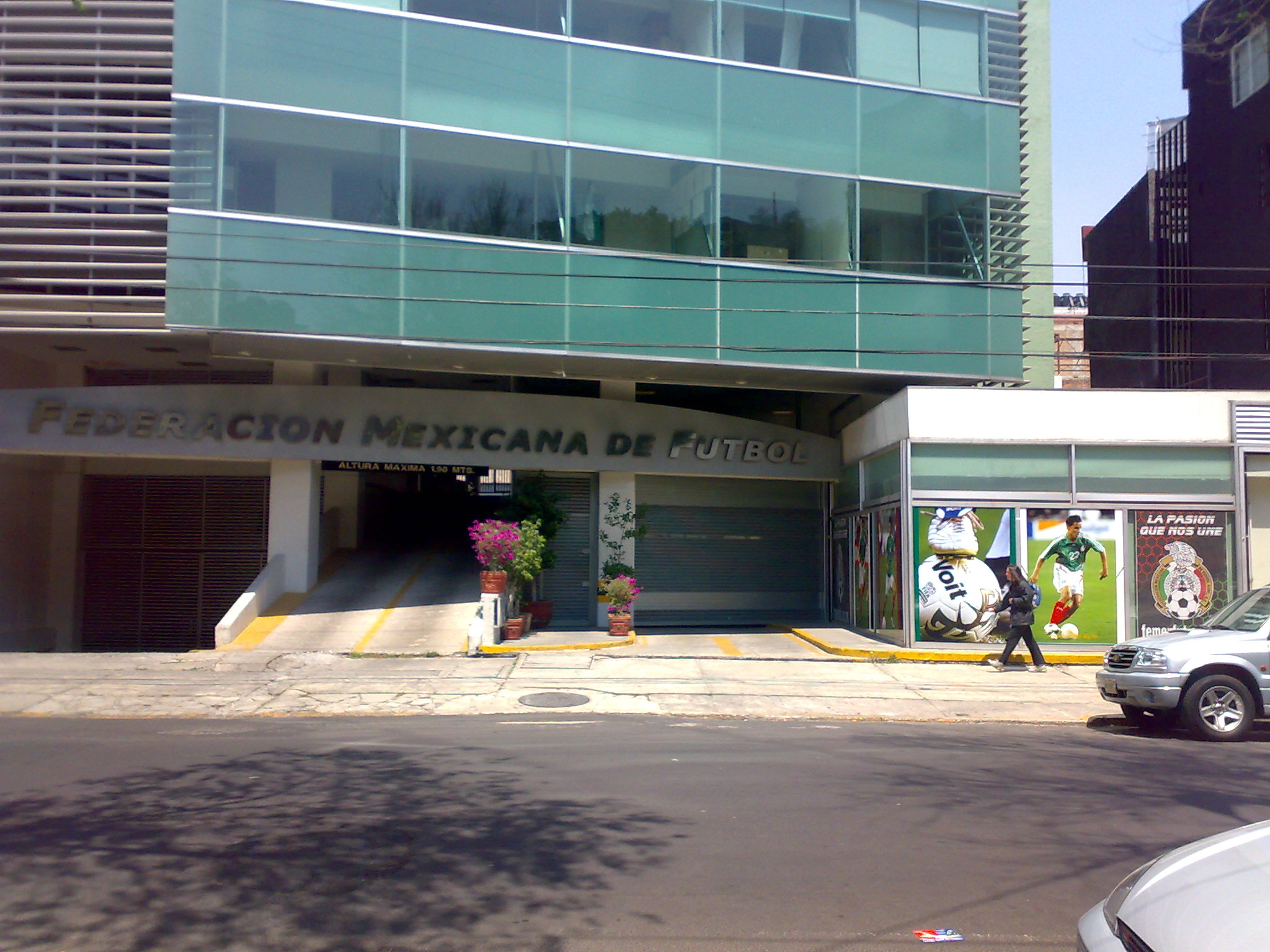
设于墨西哥城的足协总部

## 賽事
墨西哥联赛系统包括四级职业联赛：墨西哥足球超级联赛（Primera División de México）、墨西哥足球甲级联赛（Ascenso MX）、墨西哥足球乙级联赛（Segunda División de México）、墨西哥足球丙级联赛（Tercera División de México）。Super Liga Femenil de Fútbol。